# Lista zabytków w Qormi
To jest lista zabytków w miejscowości Qormi na Malcie, które są umieszczone na liście National Inventory of the Cultural Property of the Maltese Islands.

## Lista
| Nazwa zabytku                                         | Lokalizacja                                                | Współrzędne                                   | Nr na liście NICPMI | Zdjęcie |
| ----------------------------------------------------- | ---------------------------------------------------------- | --------------------------------------------- | ------------------- | ------- |
| Nisza Piety                                           | Tal-Istabal Hunting Lodge, Triq Ħal Qormi                  | 35°52′48,4″N 14°29′03,8″E/35,880117 14,484390 | 00323               |         |
| Pusta nisza                                           | Tal-Istabal Hunting Lodge, Triq Ħal Qormi                  | 35°52′48,1″N 14°29′03,9″E/35,880027 14,484425 | 00324               |         |
| Statua św. Franciszka                                 | Tal-Istabal Hunting Lodge, Triq Ħal Qormi                  | 35°52′48,0″N 14°29′03,9″E/35,880012 14,484427 | 00325               |         |
| Nisza Niepokalanego Poczęcia                          | Triq Valletta / Triq ta’ l-Erba Qaddisin                   | 35°52′48,8″N 14°28′56,0″E/35,880223 14,482214 | 00326               |         |
| Nisza św. Jana od Krzyża                              | Triq Ħal Qormi / Triq ta’ l-Erba Qaddisin                  | 35°52′46,9″N 14°28′55,8″E/35,879704 14,482176 | 00327               |         |
| Płaskorzeźba Matka Boża z Góry Karmel                 | 203 Triq San Bastjan                                       | 35°52′46,4″N 14°28′46,3″E/35,879557 14,479533 | 00328               |         |
| Nisza św. Rocha                                       | 201 Triq San Bastjan                                       | 35°52′46,4″N 14°28′46,2″E/35,879552 14,479498 | 00329               |         |
| Nisza św. Józefa                                      | 165 Triq San Bastjan                                       | 35°52′44,8″N 14°28′42,2″E/35,879120 14,478379 | 00330               |         |
| Nisza Wniebowzięcia                                   | 125 Triq San Bastjan                                       | 35°52′43,5″N 14°28′38,7″E/35,878762 14,477416 | 00331               |         |
| Nisza Matki Bożej Różańcowej                          | 108 Triq San Bastjan / Triq Correa                         | 35°52′42,7″N 14°28′37,4″E/35,878515 14,477064 | 00332               |         |
| Nisza św. Józefa                                      | 81 Triq San Bastjan                                        | 35°52′42,5″N 14°28′35,0″E/35,878468 14,476394 | 00333               |         |
| Nisza św. Tomasza                                     | 51 Triq San Bastjan                                        | 35°52′42,0″N 14°28′32,4″E/35,878337 14,475667 | 00334               |         |
| Nisza św. Piotra Męczennika                           | 47 Triq San Bastjan / Triq Santa Marija                    | 35°52′42,2″N 14°28′31,8″E/35,878402 14,475488 | 00335               |         |
| Statua św. Sebastiana                                 | Triq San Bastjan / Triq San Bartolomew                     | 35°52′41,8″N 14°28′31,1″E/35,878281 14,475304 | 00336               |         |
| Nisza św. Sebastiana                                  | 24 Triq San Bastjan                                        | 35°52′41,0″N 14°28′29,8″E/35,878056 14,474949 | 00337               |         |
| Nisza Matki Bożej z Lourdes                           | 27 Triq San Bastjan                                        | 35°52′41,6″N 14°28′30,2″E/35,878236 14,475051 | 00338               |         |
| Nisza Matki Bożej Różańcowej                          | 9 Triq San Bastjan                                         | 35°52′41,2″N 14°28′28,4″E/35,878112 14,474559 | 00339               |         |
| Statua św. Jerzego                                    | Triq San Bastjan / Triq San Rafel                          | 35°52′40,9″N 14°28′28,2″E/35,878032 14,474502 | 00340               |         |
| Nisza Chrystusa z Krzyżem                             | Triq San Bastjan / Triq il-Vitorja                         | 35°52′40,3″N 14°28′28,1″E/35,877857 14,474476 | 00341               |         |
| Nisza św. Józefa                                      | 469 Triq il-Vitorja                                        | 35°52′39,8″N 14°28′31,4″E/35,877721 14,475378 | 00342               |         |
| Nisza św. Juliana                                     | 503 Triq il-Vitorja                                        | 35°52′39,2″N 14°28′33,2″E/35,877545 14,475902 | 00343               |         |
| Nisza Niepokalanego Poczęcia                          | Sqaq il-Vitoria Nru. 1                                     | 35°52′38,4″N 14°28′32,7″E/35,877344 14,475744 | 00344               |         |
| Płaskorzeźba Matka Boża Dobrej Rady                   | 99 Triq San Bartolomew                                     | 35°52′36,0″N 14°28′34,2″E/35,876668 14,476163 | 00345               |         |
| Nisza św. Antoniego z Padwy                           | 480 Triq il-Vitoria                                        | 35°52′38,4″N 14°28′34,0″E/35,877339 14,476099 | 00346               |         |
| Nisza Chrystusa Króla                                 | Triq San Bartolomew / Triq San Benedittu                   | 35°52′46,5″N 14°28′28,1″E/35,879596 14,474467 | 00347               |         |
| Nisza św. Wawrzyńca                                   | 21 Triq San Bartolomew                                     | 35°52′44,9″N 14°28′29,5″E/35,879129 14,474849 | 00348               |         |
| Nisza Matki Bożej z Góry Karmel                       | 29 Triq San Bartolomew                                     | 35°52′43,9″N 14°28′29,8″E/35,878874 14,474946 | 00349               |         |
| Nisza św. Pawła                                       | "Our Nest", 70 Triq San Benedittu                          | 35°52′46,4″N 14°28′30,5″E/35,879554 14,475127 | 00350               |         |
| Nisza św. Wawrzyńca                                   | "Salvjacq", 82 Triq San Benedittu                          | 35°52′46,5″N 14°28′32,1″E/35,879590 14,475575 | 00351               |         |
| Nisza Wniebowzięcia                                   | 55 Triq Santa Marija                                       | 35°52′46,3″N 14°28′30,7″E/35,879536 14,475183 | 00352               |         |
| Nisza św. Antoniego z Padwy                           | "Casa Briffa", 264 Triq il-Kbira                           | 35°52′46,7″N 14°28′33,2″E/35,879635 14,475884 | 00353               |         |
| Statua św. Pawła                                      | Triq il-Kbira / Triq San Ġużepp                            | 35°52′47,0″N 14°28′33,2″E/35,879733 14,475887 | 00354               |         |
| Nisza Niepokalanego Poczęcia                          | "May Pole", 26/28 Triq San Ġużepp                          | 35°52′44,3″N 14°28′33,2″E/35,878960 14,475887 | 00355               |         |
| Nisza św. Rocha                                       | 38 Triq Santu Rokku                                        | 35°52′44,1″N 14°28′35,4″E/35,878928 14,476513 | 00356               |         |
| Nisza Matki Bożej Różańcowej                          | 42 Triq Correa / Triq il-Kunċizzjoni                       | 35°52′45,0″N 14°28′37,3″E/35,879154 14,477021 | 00357               |         |
| Nisza św. Józefa                                      | 45 Triq il-Kunċizzjoni                                     | 35°52′45,1″N 14°28′38,3″E/35,879183 14,477298 | 00358               |         |
| Płaskorzeźba Matka Boża Dusz Wszystkich               | "Alma Mater", 175 Triq il-Kbira / Triq Ġorġ Borġ           | 35°52′45,7″N 14°28′40,8″E/35,879372 14,477998 | 00359               |         |
| Płaskorzeźba św. Sebastian i św. Jerzy                | 182 Triq il-Kbira                                          | 35°52′45,6″N 14°28′41,8″E/35,879339 14,478266 | 00360               |         |
| Nisza Niepokalanego Poczęcia                          | Triq il-Kbira / Triq San Bartolomew                        | 35°52′48,1″N 14°28′27,5″E/35,880024 14,474304 | 00361               |         |
| Nisza Piety                                           | 179 Triq San Bartolomew                                    | 35°52′47,9″N 14°28′27,0″E/35,879978 14,474178 | 00362               |         |
| Nisza św. Jerzego                                     | "St. George", 301 Triq il-Kbira                            | 35°52′48,0″N 14°28′26,9″E/35,880008 14,474141 | 00363               |         |
| Nisza św. Józefa                                      | Triq San Bartolomew / Triq il-Kbira                        | 35°52′47,9″N 14°28′27,5″E/35,879981 14,474293 | 00364               |         |
| Nisza św. Franciszka                                  | Triq il-Kbira / Triq Aniċi                                 | 35°52′48,8″N 14°28′24,8″E/35,880235 14,473557 | 00365               |         |
| Nisza Niepokalanego Poczęcia                          | 99/100 Triq il-Kbira                                       | 35°52′49,1″N 14°28′24,7″E/35,880311 14,473533 | 00366               |         |
| Nisza Niepokalanego Poczęcia                          | Triq San Pietru / Triq il-Kbira                            | 35°52′49,3″N 14°28′22,6″E/35,880372 14,472946 | 00367               |         |
| Nisza Najświętszego Serca Jezusa                      | 84 Triq il-Kbira                                           | 35°52′50,3″N 14°28′22,1″E/35,880644 14,472792 | 00368               |         |
| Nisza św. Pawła                                       | 10 Triq San Pietru / 82 Triq il-Kbira                      | 35°52′50,6″N 14°28′21,6″E/35,880717 14,472665 | 00369               |         |
| Nisza Matki Bożej Pośredniczki Łask Wszelkich         | 332 Triq il-Kbira / 11 Triq San Pietru                     | 35°52′50,3″N 14°28′21,6″E/35,880636 14,472672 | 00370               |         |
| Płaskorzeźba Madonna z Góry Karmel                    | 75 Triq il-Kbira                                           | 35°52′51,7″N 14°28′20,0″E/35,881022 14,472211 | 00371               |         |
| Nisza św. Rocha                                       | 343 Triq il-Kbira                                          | 35°52′51,4″N 14°28′19,9″E/35,880942 14,472199 | 00372               |         |
| Nisza Matki Bożej z Góry Karmel                       | 344 Triq il-Kbira                                          | 35°52′51,4″N 14°28′19,6″E/35,880949 14,472124 | 00373               |         |
| Nisza Niepokalanego Poczęcia                          | "San Giorgio", 348 Triq il-Kbira                           | 35°52′51,9″N 14°28′18,5″E/35,881082 14,471799 | 00374               |         |
| Kościół św. Franciszka z Paoli                        | Triq il-Kbira                                              | 35°52′52,5″N 14°28′17,8″E/35,881254 14,471622 | 00375               |         |
| Kościół Zwiastowania                                  | Triq il-Kbira                                              | 35°52′52,7″N 14°28′17,9″E/35,881313 14,471626 | 00376               |         |
| Nisza św. Rafała Archanioła                           | 62 Triq il-Kbira                                           | 35°52′53,0″N 14°28′17,9″E/35,881397 14,471639 | 00377               |         |
| Nisza Niepokalanego Poczęcia                          | 359/360 Triq il-Kbira                                      | 35°52′52,8″N 14°28′17,1″E/35,881344 14,471417 | 00378               |         |
| Statua św. Ludwika Gonzagi                            | Sqaq il-Kbira Nru. 2 / 51 Triq il-Kbira                    | 35°52′53,6″N 14°28′16,0″E/35,881564 14,471099 | 00379               |         |
| Nisza Niepokalanego Poczęcia                          | 370 Triq il-Kbira                                          | 35°52′53,5″N 14°28′15,6″E/35,881529 14,471010 | 00380               |         |
| Nisza św. Józefa                                      | 378 Triq il-Kbira / 90 Pjazza San Franġisk                 | 35°52′53,7″N 14°28′13,9″E/35,881597 14,470527 | 00381               |         |
| Nisza św. Rocha                                       | 386 Triq il-Kbira                                          | 35°52′54,3″N 14°28′12,7″E/35,881744 14,470200 | 00382               |         |
| Nisza Niepokalanego Poczęcia                          | 389 Triq il-Kbira                                          | 35°52′54,6″N 14°28′12,0″E/35,881841 14,469993 | 00383               |         |
| Kolegiata i kościół parafialny pw. św. Jerzego        | Triq il-Kbira / Triq San Ġorġ                              | 35°52′56,2″N 14°28′05,9″E/35,882273 14,468292 | 00384               |         |
| Statua św. Publiusza                                  | 1 Triq il-Kbira (przed kościołem)                          | 35°52′55,8″N 14°28′07,7″E/35,882159 14,468819 | 00385               |         |
| Statua św. Pawła                                      | 409 Triq il-Kbira (przed kościołem)                        | 35°52′55,3″N 14°28′07,5″E/35,882019 14,468759 | 00386               |         |
| Nisza Piety                                           | 85 Triq il-Kardinal Xiberras / Triq San Ġorġ               | 35°52′54,9″N 14°28′07,2″E/35,881920 14,468663 | 00387               |         |
| Nisza Najświętszego Serca Jezusa                      | 65 Triq il-Kardinal Xiberras / Triq il-Qalb Imqaddsa       | 35°52′53,0″N 14°28′06,5″E/35,881385 14,468459 | 00388               |         |
| Nisza Matki Bożej z Góry Karmel                       | 67 Triq il-Kardinal Xiberras / Triq il-Qalb Imqaddsa       | 35°52′53,2″N 14°28′06,6″E/35,881452 14,468494 | 00389               |         |
| Nisza Matki Bożej Różańcowej                          | 89 Triq il-Barrakki                                        | 35°52′52,1″N 14°28′04,7″E/35,881136 14,467978 | 00390               |         |
| Nisza św. Jerzego                                     | 100/102 Triq il-Barrakki                                   | 35°52′53,4″N 14°28′03,6″E/35,881500 14,467653 | 00391               |         |
| Nisza św. Jana Chrzciciela                            | "Ritrose", 68 Triq Dun Marju / Sqaq Stagno                 | 35°52′54,3″N 14°28′01,3″E/35,881763 14,467017 | 00392               |         |
| Nisza Niepokalanego Poczęcia                          | 66 Triq Dun Marju                                          | 35°52′54,5″N 14°28′01,4″E/35,881792 14,467052 | 00393               |         |
| Nisza św. Józefa                                      | 58 Triq Dun Marju                                          | 35°52′55,1″N 14°28′01,8″E/35,881965 14,467169 | 00394               |         |
| Nisza św. Jerzego                                     | 42 Triq Dun Marju                                          | 35°52′56,5″N 14°28′02,2″E/35,882353 14,467276 | 00395               |         |
| Nisza św. Jerzego                                     | 29 Triq Dun Marju                                          | 35°52′56,3″N 14°28′02,3″E/35,882315 14,467317 | 00396               |         |
| Nisza św. Jerzego                                     | 26 Triq Dun Marju / Triq San Ġorġ                          | 35°52′57,4″N 14°28′03,3″E/35,882608 14,467570 | 00397               |         |
| Nisza Niepokalanego Poczęcia                          | 9 Triq Dun Marju                                           | 35°52′57,7″N 14°28′03,8″E/35,882683 14,467726 | 00398               |         |
| Nisza św. Józefa                                      | 24 Triq Aloisio                                            | 35°52′59,2″N 14°28′04,0″E/35,883101 14,467764 | 00399               |         |
| Nisza św. Franciszka                                  | 26/28 Triq Aloisio                                         | 35°52′59,0″N 14°28′03,3″E/35,883069 14,467576 | 00400               |         |
| Nisza św. Antoniego z Padwy                           | 3 Trejqa Ta’ San Ġorġ                                      | 35°52′58,3″N 14°28′02,7″E/35,882868 14,467421 | 00401               |         |
| Nisza Piety                                           | 6/8 Triq il-Wied                                           | 35°52′59,4″N 14°28′07,8″E/35,883173 14,468837 | 00402               |         |
| Nisza Niepokalanego Poczęcia                          | Sqaq il-Wied Nru. 5                                        | 35°53′00,0″N 14°28′07,7″E/35,883324 14,468809 | 00403               |         |
| Nisza Matki Bożej z Góry Karmel                       | 31 Triq il-Blata                                           | 35°53′00,0″N 14°28′06,9″E/35,883330 14,468590 | 00404               |         |
| Statua Wniebowzięcia Matki Bożej                      | Triq il-Blata                                              | 35°53′02,0″N 14°28′05,9″E/35,883894 14,468294 | 00405               |         |
| Kościół Matki Bożej "Tal-Blat"                        | Triq il-Blata                                              | 35°53′02,5″N 14°28′05,7″E/35,884022 14,468263 | 00406               |         |
| Nisza Chrystusa Króla                                 | 1 Triq il-Blata                                            | 35°53′02,2″N 14°28′06,1″E/35,883954 14,468364 | 00407               |         |
| Nisza św. Jerzego                                     | Sqaq il-Blata Nru. 1                                       | 35°53′01,9″N 14°28′05,2″E/35,883855 14,468112 | 00408               |         |
| Nisza św. Józefa                                      | Misraħ Santa Marija / 2 Triq il-Valletta                   | 35°53′03,2″N 14°28′04,8″E/35,884223 14,467988 | 00409               |         |
| Nisza św. Jerzego                                     | 7 Triq il-Kanun                                            | 35°52′59,5″N 14°28′38,9″E/35,883193 14,477465 | 00410               |         |
| Nisza Chrystusa Zmartwychwstałego                     | Triq Pawlu Farrugia / Triq Correa                          | 35°52′53,0″N 14°28′39,0″E/35,881389 14,477500 | 00411               |         |
| Nisza św. Józefa                                      | "1743 Razzett l-Antik", Triq il-Wied                       | 35°52′55,2″N 14°28′25,6″E/35,882011 14,473790 | 00412               |         |
| Nisza św. Pawła                                       | Triq il-Wied / Triq San Pawl                               | 35°52′54,9″N 14°28′22,6″E/35,881924 14,472931 | 00413               |         |
| Nisza św. Jerzego                                     | Triq il-Wied / Triq il-Mitħna                              | 35°52′55,0″N 14°28′22,0″E/35,881939 14,472781 | 00414               |         |
| Nisza św. Józefa                                      | Triq San Pawl / 29 Triq San Franġisk                       | 35°52′54,1″N 14°28′22,9″E/35,881704 14,473014 | 00415               |         |
| Nisza Niepokalanego Poczęcia                          | 16 Triq il-Wied / Sqaq il-Wied Nru. 10                     | 35°52′57,8″N 14°28′13,4″E/35,882711 14,470380 | 00416               |         |
| Nisza Matki Bożej Różańcowej                          | Triq il-Wied / Sqaq il-Wied Nru. 7                         | 35°52′58,6″N 14°28′10,2″E/35,882931 14,469496 | 00417               |         |
| Nisza św. Michała Archanioła                          | Sqaq il-Wied Nru. 7                                        | 35°52′59,5″N 14°28′10,9″E/35,883197 14,469697 | 00418               |         |
| Nisza Najświętszego Serca Jezusa                      | "St. Mary", 55 Triq il-Blata / Trejqet tal-Blata           | 35°52′57,2″N 14°28′08,5″E/35,882560 14,469022 | 00419               |         |
| Nisza św. Michała Archanioła                          | "St. Michael", 70 Triq il-Blata                            | 35°52′57,2″N 14°28′08,1″E/35,882556 14,468928 | 00420               |         |
| Płaskorzeźba Matka Boża z Ta’Pinu                     | 49 Triq il-Blata / Trejqet tal-Blata                       | 35°52′57,5″N 14°28′08,2″E/35,882641 14,468951 | 00421               |         |
| Nisza Niepokalanego Poczęcia                          | "Il-Kantilena", 75 Pjazza San Franġisk                     | 35°52′52,5″N 14°28′13,7″E/35,881259 14,470463 | 00422               |         |
| Statua Matki Bożej z Lourdes                          | Pjazza San Franġisk                                        | 35°52′51,7″N 14°28′15,0″E/35,881036 14,470822 | 00423               |         |
| Płaskorzeźba Wniebowzięcie                            | 114 Pjazza San Franġisk                                    | 35°52′52,0″N 14°28′16,3″E/35,881121 14,471197 | 00424               |         |
| Nisza Matki Bożej z Lourdes                           | "Tal-Lucent", 21 Pjazza San Franġisk                       | 35°52′51,3″N 14°28′17,3″E/35,880930 14,471483 | 00425               |         |
| Kościół Matki Bożej "Ta’ Qrejċa"                      | Triq Santa Katerina                                        | 35°52′50,9″N 14°28′14,3″E/35,880811 14,470648 | 00426               |         |
| Nisza Piety                                           | 2 Triq Stanislaw Gatt / 1 Triq Santa Katerina              | 35°52′51,1″N 14°28′14,0″E/35,880866 14,470563 | 00427               |         |
| Nisza św. Józefa                                      | "Santa Rita", 4 Triq Santa Katerina                        | 35°52′50,8″N 14°28′13,8″E/35,880788 14,470507 | 00428               |         |
| Nisza św. Jerzego                                     | 22 Triq Santa Katerina                                     | 35°52′50,4″N 14°28′14,9″E/35,880662 14,470799 | 00429               |         |
| Kościół św. Piotra                                    | Triq San Pietru / Triq Santa Katerina                      | 35°52′49,0″N 14°28′15,8″E/35,880285 14,471068 | 00430               |         |
| Nisza św. Józefa                                      | 60 Triq San Pietru                                         | 35°52′49,0″N 14°28′17,4″E/35,880278 14,471500 | 00431               |         |
| Nisza Niepokalanego Poczęcia                          | 52 Triq San Pietru / Sqaq San Pietru Nru. 1                | 35°52′49,1″N 14°28′18,0″E/35,880304 14,471676 | 00432               |         |
| Statua Matki Bożej Różańcowej                         | Triq San Pietru                                            | 35°52′48,4″N 14°28′20,7″E/35,880124 14,472419 | 00433               |         |
| Nisza św. Pawła                                       | 3 Sqaq San Pietru Nru. 4                                   | 35°52′48,0″N 14°28′21,7″E/35,879990 14,472689 | 00434               |         |
| Nisza św. Józefa                                      | "S. Joseph", 7 Sqaq San Pietru Nru. 4                      | 35°52′47,3″N 14°28′22,9″E/35,879817 14,473034 | 00435               |         |
| Nisza Matki Bożej z Góry Karmel                       | 7 Sqaq San Pietru Nru. 5                                   | 35°52′48,0″N 14°28′20,2″E/35,879991 14,472274 | 00436               |         |
| Nisza Niepokalanego Poczęcia                          | 14 Triq San Pietru                                         | 35°52′49,5″N 14°28′20,9″E/35,880410 14,472481 | 00437               |         |
| Nisza św. Rocha                                       | 8 Sqaq San Pietru Nru. 2                                   | 35°52′49,8″N 14°28′21,0″E/35,880487 14,472488 | 00438               |         |
| Statua św. Jerzego                                    | 187 Triq il-Vitorja                                        | 35°52′39,9″N 14°28′03,7″E/35,877749 14,467686 | 00439               |         |
| Nisza Matki Bożej z Góry Karmel                       | 12 Triq L-Isqof Scicluna                                   | 35°52′45,9″N 14°28′14,2″E/35,879415 14,470624 | 00440               |         |
| Nisza św. Antoniego z Padwy                           | "Samlin", 2 Triq L-Isqof Scicluna / 88 Triq Santa Katerina | 35°52′45,5″N 14°28′16,3″E/35,879311 14,471207 | 00441               |         |
| Nisza św. Michała Archanioła                          | 49 Triq Santa Katerina / Sqaq Santa Katerina Nru. 3        | 35°52′46,5″N 14°28′16,3″E/35,879587 14,471204 | 00442               |         |
| Nisza Matki Bożej z Góry Karmel                       | 51 Triq Santa Katerina                                     | 35°52′46,3″N 14°28′16,5″E/35,879535 14,471251 | 00443               |         |
| Kościół św. Katarzyny                                 | Triq Santa Katerina                                        | 35°52′47,5″N 14°28′14,7″E/35,879869 14,470742 | 00444               |         |
| Płaskorzeźba Matka Boża Dusz Wszystkich               | 70 Triq Santa Katerina                                     | 35°52′46,9″N 14°28′15,0″E/35,879681 14,470823 | 00445               |         |
| Nisza Matki Bożej                                     | 39/41 Triq Santa Katerina                                  | 35°52′47,1″N 14°28′15,4″E/35,879737 14,470933 | 00446               |         |
| Nisza św. Józefa                                      | 64/66 Triq Santa Katerina                                  | 35°52′47,2″N 14°28′14,3″E/35,879785 14,470636 | 00447               |         |
| Nisza św. Józefa                                      | "Cypraea", 1 Sqaq Santa Katerina Nru. 1                    | 35°52′47,6″N 14°28′14,1″E/35,879896 14,470578 | 00448               |         |
| Nisza Matki Bożej z Góry Karmel                       | 31 Triq Santa Katerina                                     | 35°52′48,3″N 14°28′15,5″E/35,880093 14,470976 | 00449               |         |
| Nisza św. Jerzego (poprzednio Niepokalanego Poczęcia) | 2/4 Sqaq Santa Katerina Nru. 2                             | 35°52′48,3″N 14°28′13,9″E/35,880080 14,470539 | 00450               |         |
| Nisza Matki Bożej z Góry Karmel                       | 104/106 Triq Santa Katerina                                | 35°52′44,1″N 14°28′16,5″E/35,878906 14,471241 | 00451               |         |
| Płaskorzeźba Matka Boża z Góry Karmel                 | "Ave Maria", 67 Triq Santa Katerina                        | 35°52′44,3″N 14°28′16,7″E/35,878971 14,471305 | 00452               |         |
| Nisza św. Antoniego z Padwy                           | Sqaq Santa Katerina Nru. 5                                 | 35°52′44,3″N 14°28′17,4″E/35,878980 14,471493 | 00453               |         |
| Nisza św. Jerzego                                     | 13 Sqaq Pinto Nru. 1                                       | 35°52′44,4″N 14°28′15,4″E/35,879001 14,470950 | 00454               |         |
| Nisza Niepokalanego Poczęcia                          | 3 Sqaq Pinto Nru. 1                                        | 35°52′44,4″N 14°28′14,4″E/35,878990 14,470660 | 00455               |         |
| Płaskorzeźba Pietà                                    | Sqaq Pinto Nru. 2                                          | 35°52′43,7″N 14°28′14,6″E/35,878797 14,470719 | 00456               |         |
| Kościół Narodzenia Matki Bożej (tal-Vitorja)          | 262 Triq il-Vitorja                                        | 35°52′42,3″N 14°28′15,1″E/35,878411 14,470850 | 00457               |         |
| Statua św. Józefa                                     | Triq il-Vitorja / Triq Pinto                               | 35°52′42,6″N 14°28′13,8″E/35,878496 14,470509 | 00458               |         |
| Nisza św. Józefa                                      | 254 Triq il-Vitorja                                        | 35°52′42,1″N 14°28′14,2″E/35,878363 14,470618 | 00459               |         |
| Nisza św. Jerzego                                     | 250 Triq il-Vitorja                                        | 35°52′42,1″N 14°28′13,9″E/35,878363 14,470535 | 00460               |         |
| Nisza św. Józefa                                      | 228/230 Triq il-Vitorja                                    | 35°52′42,1″N 14°28′12,8″E/35,878371 14,470215 | 00461               |         |
| Nisza św. Józefa                                      | "Dar San Ġużepp", 141 Triq Pinto                           | 35°52′43,4″N 14°28′11,7″E/35,878713 14,469909 | 00462               |         |
| Nisza Wniebowzięcia                                   | 130 Triq Pinto                                             | 35°52′43,1″N 14°28′09,7″E/35,878648 14,469358 | 00463               |         |
| Nisza Matki Bożej Różańcowej                          | 10 Triq L-Iskola                                           | 35°52′44,4″N 14°28′08,5″E/35,878997 14,469018 | 00464               |         |
| Nisza Niepokalanego Poczęcia                          | 105 Triq Pinto                                             | 35°52′43,9″N 14°28′07,7″E/35,878867 14,468816 | 00465               |         |
| Nisza Niepokalanego Poczęcia                          | 92 Triq Pinto                                              | 35°52′44,1″N 14°28′05,6″E/35,878930 14,468219 | 00466               |         |
| Nisza św. Antoniego z Padwy                           | Sqaq it-23 ta’ April                                       | 35°52′44,8″N 14°28′12,6″E/35,879110 14,470174 | 00467               |         |
| Nisza Niepokalanego Poczęcia                          | 6 Sqaq il-Vitorja Nru. 6                                   | 35°52′43,2″N 14°28′18,1″E/35,878659 14,471696 | 00468               |         |
| Nisza Niepokalanego Poczęcia                          | 329 Triq il-Vitorja                                        | 35°52′42,3″N 14°28′18,3″E/35,878404 14,471758 | 00469               |         |
| Nisza Matki Bożej Różańcowej                          | Sqaq il-Vitorja Nru. 5                                     | 35°52′40,9″N 14°28′18,4″E/35,878039 14,471765 | 00470               |         |
| Nisza Niepokalanego Poczęcia                          | "Casa Debono", 373 Triq il-Vitorja                         | 35°52′40,8″N 14°28′22,4″E/35,878000 14,472895 | 00471               |         |
| Nisza św. Józefa                                      | 366 Triq il-Vitorja                                        | 35°52′40,1″N 14°28′24,0″E/35,877815 14,473335 | 00472               |         |
| Nisza św. Andrzeja                                    | 72 Triq San Rafel                                          | 35°52′41,4″N 14°28′26,1″E/35,878165 14,473927 | 00473               |         |
| Nisza św. Joachima                                    | 67 Triq San Rafel                                          | 35°52′41,6″N 14°28′26,3″E/35,878224 14,473980 | 00474               |         |
| Nisza Chrystusa Króla                                 | 81 Triq il-Mitħna                                          | 35°53′00,7″N 14°28′24,4″E/35,883533 14,473437 | 00475               |         |
| Nisza św. Mikołaja                                    | 6 Triq il-Mitħna                                           | 35°52′56,3″N 14°28′23,1″E/35,882314 14,473078 | 00476               |         |
| Nisza Matki Bożej                                     | 21 Sqaq San Rafel Nru. 2                                   | 35°52′43,7″N 14°28′20,9″E/35,878804 14,472479 | 00477               |         |
| Nisza św. Jerzego                                     | 15 Triq San Rafel                                          | 35°52′42,9″N 14°28′21,9″E/35,878583 14,472758 | 00478               |         |
| Nisza Niepokalanego Poczęcia                          | 22 Triq San Rafel                                          | 35°52′42,6″N 14°28′22,1″E/35,878490 14,472813 | 00479               |         |
| Nisza św. Józefa                                      | 29 Triq San Rafel                                          | 35°52′42,1″N 14°28′23,1″E/35,878355 14,473097 | 00480               |         |
| Nisza Matki Bożej z Góry Karmel                       | 54 Triq San Rafel                                          | 35°52′41,6″N 14°28′23,9″E/35,878230 14,473317 | 00481               |         |
| Nisza Piety                                           | 68 Triq San Rafel                                          | 35°52′41,4″N 14°28′25,8″E/35,878172 14,473824 | 00482               |         |
| Płaskorzeźba Święta Rodzina                           | 24 Pjazza Federico Maempel                                 | 35°52′49,3″N 14°28′04,0″E/35,880353 14,467776 | 00483               |         |
| Nisza św. Józefa                                      | 2 Triq San Pietru                                          | 35°52′52,2″N 14°28′21,7″E/35,881158 14,472695 | 00484               |         |
| Nisza Matki Bożej Pośredniczki Łask Wszelkich         | 13 Triq San Pawl / Triq il-Habbież                         | 35°52′53,0″N 14°28′23,3″E/35,881381 14,473148 | 00485               |         |
| Sanktuarium Matki Bożej "Tal-Ħlas"                    | Triq il-Ħlas                                               | 35°52′41,7″N 14°27′18,8″E/35,878260 14,455223 | 00486               |         |
| Statua Matki Bożej                                    | Triq il-Ħlas                                               | 35°52′41,5″N 14°27′19,4″E/35,878202 14,455382 | 00487               |         |
| Statua św. Piotra                                     | Triq San Bartolomew                                        | 35°52′38,3″N 14°28′35,6″E/35,877304 14,476569 | 00488               |         |
| Statua św. Pawła                                      | Triq San Bartolomew                                        | 35°52′37,7″N 14°28′35,5″E/35,877142 14,476517 | 00489               |         |
| Nisza św. Jerzego                                     | 150 Triq San Bastjan                                       | 35°52′43,9″N 14°28′40,6″E/35,878848 14,477936 | 00490               |         |
| Płaskorzeźba Matka Boża Dobrej Rady                   | 152 Triq il-Kbira / 66 Triq Correa                         | 35°52′47,0″N 14°28′36,8″E/35,879713 14,476881 | 00491               |         |
| Nisza św. Jerzego                                     | 149 Triq il-Kbira                                          | 35°52′47,0″N 14°28′36,3″E/35,879726 14,476756 | 00492               |         |
| Nisza św. Sebastiana                                  | 124 Triq San Bartolomew                                    | 35°52′40,4″N 14°28′34,0″E/35,877897 14,476100 | 00493               |         |
| Nisza Matki Bożej z Góry Karmel                       | Triq San Bartolomew / Triq Patri G. Spiteri Fremond        | 35°52′40,0″N 14°28′35,1″E/35,877777 14,476425 | 00494               |         |
| Płaskorzeźba Matka Boża z Góry Karmel                 | Triq Ħal Luqa                                              | 35°52′20,5″N 14°28′37,7″E/35,872363 14,477126 | 00495               |         |
| Nisza św. Joachima                                    | Triq San Gwakkin                                           | 35°53′15,6″N 14°27′52,5″E/35,887659 14,464587 | 00496               |         |
| Stary kościół parafialny pw. św. Sebastiana           | Triq San Bastjan / Triq San Bartolomew                     | 35°52′41,6″N 14°28′32,9″E/35,878219 14,475815 | 00497               |         |
| Kościół parafialny pw. św. Sebastiana                 | Triq San Barlolomew                                        | 35°52′37,8″N 14°28′36,9″E/35,877176 14,476918 | 00498               |         |
| Palazzo Stagno                                        | Sqaq Stagno                                                | 35°52′54,5″N 14°28′00,0″E/35,881815 14,466679 | 01208               |         |